# Perfugas
Perfugas (sardinski: Pèifugas, galurski: Pèlfica) je grad i općina (comune) u pokrajini Sassariju u regiji Sardiniji, Italija. Nalazi se na nadmorskoj visini od 90 metara i ima 2 383 stanovnika.
 Prostire se na 60,88 km². Gustoća naseljenosti je 39 st/km².
Susjedne općine su: Bortigiadas, Bulzi, Chiaramonti, Erula, Laerru, Martis, Santa Maria Coghinas i Tempio Pausania.